# Movimento Nazionale Fascista Italo-Rumeno
Il Movimento Nazionale Fascista Italo-Rumeno (in rumeno: Mişcarea Naţională Fascistă Italo-Română) fu un piccolo movimento fascista rumeno attivo all'inizio degli anni '20. A fondarlo nel 1921 fu Elena Bacaloglu, una giornalista sposata ad un italiano e conoscente di Benito Mussolini. Il gruppo, che poté contare su circa cento membri, si basò su di una fedele riproposizione degli ideali di cui si era fatto portatore il fascismo italiano ed, inoltre, sottolineò con forza la comunanza etnico-storica tra il popolo rumeno e quello italiano. Nel 1923 si fuse con il Fascio Nazional-Rumeno in una nuova formazione politica, il Movimento Nazionale Fascista. Tuttavia, il nuovo partito non ottenne il successo sperato e rimase in una posizione di marginalità rispetto agli altri numerosi movimenti fascisti del paese.